# Türkiye Kupası 1993/94
Die Türkiye Kupası 1993/94 war die 32. Auflage des türkischen Fußball-Pokalwettbewerbes. Der Wettbewerb begann am 6. Oktober 1993 mit der 1. Runde und endete am 4. Mai 1994 mit dem Rückspiels des Finales. Im Endspiel trafen Beşiktaş Istanbul und Galatasaray Istanbul aufeinander. Beşiktaş nahm zum achten Mal am Finale teil und Galatasaray zum 13. Mal.
Diese Finalpaarung kam zum dritten Mal zustande.
Beşiktaş gewann den Pokal zum vierten Mal. Sie spielten gegen Galatasaray im Hinspiel 0:0. Im Rückspiel war das Ergebnis ein 3:2-Sieg für die Schwarz-Weißen.

## Teilnehmende Mannschaften
Für den türkischen Pokal waren folgende 139 Mannschaften teilnahmeberechtigt
| 1. Liga die 16 Vereine der Saison 1993/1994 | 2. Liga die 50 Vereine der Saison 1993/1994 | 3. Liga die 73 Vereine aus der Saison 1993/1994 |
| Altay İzmir Beşiktaş Istanbul Bursaspor Fenerbahçe Istanbul Galatasaray Istanbul Gaziantepspor Gençlerbirliği Ankara Karabükspor Karşıyaka SK Kayserispor Kocaelispor MKE Ankaragücü Samsunspor Sarıyer GK Trabzonspor Zeytinburnuspor | Adanaspor Adana Demirspor Adıyamanspor Alanyaspor Antalyaspor Aydınspor Ayvalıkgücü Bakırköyspor Balıkesirspor Bucaspor Boluspor Çorluspor Çorumspor Dardanelspor Denizlispor Diyarbakırspor Erzurumspor Eskişehirspor Eyüpspor Gaziosmanpaşaspor Giresunspor Göztepe Izmir Hatayspor Iskenderunspor Ispartaspor Istanbul BB İstanbulspor Kartalspor Konyaspor Kütahyaspor Malatyaspor Mersin İdman Yurdu Muğlaspor Muşspor Orduspor Petrol Ofisi SK PTT Sakaryaspor Siirt Köy Hizmetleri YSE Sökespor Tarsus İdman Yurdu Ünyespor Üsküdar Anadolu SK Vanspor Yalovaspor Yeni Salihlispor Yeni Sincanspor Yeni Turgutluspor Yeni Yozgatspor Zonguldakspor | Adana Polisgücü Afyonspor Akçaabat Sebatspor Aliağa Petkimspor Anadoluhisarı Idman Yurdu Ankara Emniyetspor Antalya Ormanspor Antalya Özel İdarespor Artvin İl Özel İdaresi Spor Babaeskispor Bafraspor Bandırmaspor Batman Belediyespor Batman Petrolspor Bayburtspor Bergamaspor Beykozspor Beypazarı Belediyespor Bigaspor Bingölspor Bitlis Köy Hizmetleri Spor Bozüyükspor Çaykur Rizespor Çengelköyspor Ceyhanspor Çubukspor Düzcespor Edirnespor Elazığspor Erbaaspor Erdemir Ereğlispor Erzincanspor Fatih Karagümrük SK Gebzespor Gölcükspor Gönenspor İnegölspor Izmirspor Kahramanmaraşspor Karamanspor Karsspor Kastamonuspor Keçiörengücü Kemerspor Küçükçekmecespor Küçükköyspor Manisa Mensucatspor Manisaspor Mardinspor Marmaris Belediye Gençlik Merzifonspor Mudurnuspor Nevşehir Spor Gençlik Niğdespor Nizip Belediye Olimpiyatspor Osmaniyespor Şanlıurfaspor Şekerspor Silifkespor Sivasspor Sönmez Filamentspor Tavşanlı Linyitspor Tedaş 12 Martspor Tekirdağspor TKİ Soma Linyitspor Tokatspor Torbalıspor Trabzon Telekomspor Uşakspor Vefa Istanbul Yeni Nazillispor Yeşilovaspor |

## 1. Hauptrunde
Teilnehmer der 1. Runde:
- 60 Mannschaften: die Drittligisten aus der Saison 1992/93 auf den Plätzen 2 bis 7 der jeweiligen zehn Gruppen
- 13 Mannschaften: die Absteiger aus der 2. Liga der Saison 1992/93
- 50 Mannschaften: die Mannschaften aus der 2. Liga der Saison 1993/94

Die 1. Hauptrunde wurde am 6. Oktober 1993 ausgetragen. Kartalspor erhielt das Freilos und war für 2. Hauptrunde qualifiziert.
|                              | Ergebnis              |                            |
| ---------------------------- | --------------------- | -------------------------- |
| Artvin İl Özel İdaresi Spor  | 0:1                   | Trabzon Telekomspor        |
| Batman Petrolspor            | 2:0                   | Bitlis Köy Hizmetleri Spor |
| Bingölspor                   | 4:1                   | Elazığspor                 |
| Şekerspor                    | 2:0 n. V.             | Beypazarı Belediyespor     |
| Izmirspor                    | 3:2 n. V.             | Manisaspor                 |
| Keçiörengücü                 | 3:4                   | Petrol Ofisi SK            |
| Şanlıurfaspor                | 2:0                   | Mardinspor                 |
| Adıyamanspor                 | 1:2                   | İskenderunspor             |
| Akçaabat Sebatspor           | 1:0                   | Çaykur Rizespor            |
| Erzincanspor                 | 3:2                   | Bayburtspor                |
| Karsspor                     | 0:1                   | Tedaş 12 Martspor          |
| Malatyaspor                  | 3:1                   | Muşspor                    |
| Orduspor                     | 2:1                   | Giresunspor                |
| Siirtspor                    | 1:0                   | Vanspor                    |
| Ünyespor                     | 0:3                   | Erzurumspor                |
| Adana Demirspor              | 2:1                   | Hatayspor                  |
| Ceyhanspor                   | 3:4                   | Silifkespor                |
| Düzcespor                    | 3:1 n. V.             | Gölcükspor                 |
| Eskişehirspor                | 2:1                   | Boluspor                   |
| Kahramanmaraşspor            | 1:0                   | Adanaspor                  |
| Kastamonuspor                | 1:1 n. V. (5:4 i. E.) | Erdemir Ereğlispor         |
| Konyaspor                    | 4:1                   | Alanyaspor                 |
| Mersin İdman Yurdu           | 3:1                   | Tarsus İdman Yurdu         |
| Merzifonspor                 | 1:2 n. V.             | Sivasspor                  |
| Nevşehir Spor Gençlik        | 3:0                   | Kayserispor                |
| Niğdespor                    | 1:2                   | Osmaniyespor               |
| Nizip Belediye Olimpiyatspor | 2:1                   | Adana Polisgücü            |
| Tokatspor                    | 1:0                   | Erbaaspor                  |
| Yozgatspor                   | 0:0 n. V. 3:2 i. E.)  | Çorumspor                  |
| Zonguldakspor                | 4:0                   | Yeni Sincanspor            |
| Afyonspor                    | 0:2                   | TKİ Soma Linyitspor        |
| Anadolu Hisarı SK            | 1:1 n. V. (4:5 i. E.) | Beykozspor                 |
| Ankara Emniyetspor           | 1:0                   | Çubukspor                  |
| Antalya Özel İdarespor       | 1:1 n. V. (1:2 i. E.) | Antalya Ormanspor          |
| Antalyaspor                  | 5:1                   | Ispartaspor                |
| Ayvalıkgücü Belediyespor     | 3:4 n. V.             | Balıkesirspor              |
| Babaeskispor                 | 1:0                   | Edirnespor                 |
| Bakırköyspor                 | 1:0                   | Küçükçekmecespor           |
| Bergamaspor                  | 2:0                   | Aliağa Petkimspor          |
| Bozüyükspor                  | 1:2                   | Sönmez Filamentspor        |
| Istanbul BB                  | 1:0                   | Eyüpspor                   |
| Çengelköyspor                | 6:2                   | Vefa Istanbul              |
| Denizlispor                  | 3:1                   | Aydınspor                  |
| Gaziosmanpaşaspor            | 0:1                   | İstanbulspor               |
| Gebzespor                    | 3:2                   | Tekirdağspor               |
| Gönenspor                    | 3:1 n. V.             | Bigaspor                   |
| Göztepe Izmir                | 1:2                   | Dardanelspor               |
| İnegölspor                   | 0:2                   | Bandırmaspor               |
| Kemerspor                    | 4:1                   | Karamanspor                |
| Küçükköyspor                 | 3:2                   | Fatih Karagümrük SK        |
| Muğlaspor                    | 1:1 n. V. (4:3 i. E.) | Sökespor                   |
| Nazilli Belediyespor         | 1:4                   | Yeni Salihlispor           |
| Sakaryaspor                  | 1:0                   | Mudurnuspor                |
| Tavşanlı Linyitspor          | 1:0                   | Uşakspor                   |
| Torbalıspor                  | 5:2                   | Marmaris Belediye Gençlik  |
| Turgutluspor                 | 3:2 n. V.             | Bucaspor                   |
| Türk Telekomspor             | 1:2                   | Bafraspor                  |
| Üsküdar Anadolu              | 3:1                   | Çorluspor                  |
| Yalovaspor                   | 3:0                   | Kütahyaspor                |
| Yeşilovaspor                 | 1:0                   | Manisa Mensucatspor        |
| Batman Belediyespor          | 2:4                   | Diyarbakırspor             |

## 2. Hauptrunde
Die 2. Hauptrunde wurde am 19. und 20. Oktober 1993 ausgetragen.
|                              | Ergebnis              |                     |
| ---------------------------- | --------------------- | ------------------- |
| Trabzon Telekomspor          | 2:0                   | Tedaş 12 Martspor   |
| Sakaryaspor                  | 1:0                   | Eskişehirspor       |
| Batman Petrolspor            | 0:1                   | Bingölspor          |
| Diyarbakırspor               | 2:1                   | Siirtspor           |
| Erzincanspor                 | 3:2                   | Sivasspor           |
| Erzurumspor                  | 1:0                   | Akçaabat Sebatspor  |
| Malatyaspor                  | 1:0                   | Kahramanmaraşspor   |
| Nizip Belediye Olimpiyatspor | 1:2 n. V.             | Şanlıurfaspor       |
| Ankara Emniyetspor           | 1:5                   | Şekerspor           |
| İskenderunspor               | 3:2                   | Adana Demirspor     |
| Kastamonuspor                | 1:1 n. V. (3:2 i. E.) | Düzcespor           |
| Konyaspor                    | 2:1 n. V.             | Mersin İdman Yurdu  |
| Nevşehir Spor Gençlik        | 2:0                   | Tokatspor           |
| Osmaniyespor                 | 2:0                   | Silifkespor         |
| Petrol Ofisi SK              | 1:0                   | Yozgatspor          |
| Zonguldakspor                | 2:1                   | Istanbul BB         |
| Bafraspor                    | 2:1 n. V.             | Orduspor            |
| Antalya Ormanspor            | 0:1 n. V.             | Kemerspor           |
| Babaeskispor                 | 2:1                   | Küçükköy            |
| Balıkesirspor                | 0:4                   | Dardanelspor        |
| Bandırmaspor                 | 0:0 n. V. (2:3 i. E.) | Yalovaspor          |
| Beykozspor                   | 2:0                   | Çengelköyspor       |
| İstanbulspor                 | 2:0                   | Bakırköyspor        |
| Muğlaspor                    | 0:4                   | Antalyaspor         |
| Sönmez Filamentspor          | 0:4                   | Gebzespor           |
| Tavşanlı Linyitspor          | 2:3                   | Gönenspor           |
| Torbalıspor                  | 4:1                   | Bergamaspor         |
| Turgutluspor                 | 2:3                   | Denizlispor         |
| Üsküdar Anadolu              | 2:5                   | Kartalspor          |
| Yeni Salihlispor             | 4:1                   | İzmirspor           |
| Yeşilovaspor                 | 2:1                   | TKİ Soma Linyitspor |

## 3. Hauptrunde
Die 3. Hauptrunde wurde am 3. November 1993 ausgetragen.
|                       | Ergebnis              |                     |
| --------------------- | --------------------- | ------------------- |
| Diyarbakırspor        | 3:2 (2:1)             | Siirtspor           |
| Beykozspor            | 3:0                   | Babaeskispor        |
| Denizlispor           | 2:1                   | Antalyaspor         |
| Diyarbakırspor        | 3:0                   | Malatyaspor         |
| Erzincanspor          | 1:0 n. V.             | Bingölspor          |
| Erzurumspor           | 3:0                   | Bafraspor           |
| Gebzespor             | 2:1                   | Gönenspor           |
| İskenderunspor        | 1:4                   | Konyaspor           |
| İstanbulspor          | 1:0                   | Sakaryaspor         |
| Kastamonuspor         | 2:0                   | Trabzon Telekomspor |
| Nevşehir Spor Gençlik | 2:1 n. V.             | Çamlıdere Şekerspor |
| Petrol Ofisi SK       | 0:1                   | Zonguldakspor       |
| Şanlıurfaspor         | 1:2                   | Osmaniyespor        |
| Yalovaspor            | 2:1                   | Kartalspor          |
| Yeni Salihlispor      | 0:0 n. V. (4:5 i. E.) | Dardanelspor        |
| Yeşilovaspor          | 3:0                   | Kemerspor           |

## 4. Hauptrunde
Die 4. Hauptrunde wurde am 17. November 1993 ausgetragen.
|               | Ergebnis              |                       |
| ------------- | --------------------- | --------------------- |
| Beykozspor    | 2:1 n. V.             | Gebzespor             |
| Denizlispor   | 4:0                   | Dardanelspor          |
| Erzincanspor  | 4:0                   | Kastamonuspor         |
| İstanbulspor  | 1:0                   | Yalovaspor            |
| Konyaspor     | 4:0                   | Diyarbakırspor        |
| Osmaniyespor  | 3:3 n. V. (1:3 i. E.) | Nevşehir Spor Gençlik |
| Yeşilovaspor  | 3:1                   | Torbalıspor           |
| Zonguldakspor | 2:1                   | Erzurumspor           |

## 5. Hauptrunde
Die 5. Hauptrunde wurde am 8. Dezember 1993 ausgetragen. Zu den 8 Siegern aus der 4. Hauptrunde nahmen hier die Erstligisten von Platz 9. bis 16 der aktuellen Saison 1993/94 teil.
|                       | Ergebnis              |               |
| --------------------- | --------------------- | ------------- |
| Altay Izmir           | 4:0                   | Erzincanspor  |
| MKE Ankaragücü        | 1:0                   | Zonguldakspor |
| Denizlispor           | 1:1 n. V. (5:4 i. E.) | Gaziantepspor |
| Kardemir Karabükspor  | 3:2 n. V.             | Karşıyaka SK  |
| Nevşehir Spor Gençlik | 4:0                   | Beykozspor    |
| Sarıyer GK            | 1:0                   | İstanbulspor  |
| Yeşilovaspor          | 1:0                   | Konyaspor     |
| Zeytinburnuspor       | 0:2                   | Bursaspor     |

## Achtelfinale
Das Achtelfinale wurde am 22. Dezember 1993 ausgetragen. Zu den acht Siegern aus der 5. Hauptrunde nahmen hier die Erstligisten von Platz 1. bis 8 der aktuellen Saison 1993/94 teil.
|                   | Ergebnis              |                       |
| ----------------- | --------------------- | --------------------- |
| Altay Izmir       | 1:4                   | Fenerbahçe Istanbul   |
| Beşiktaş Istanbul | 2:0                   | MKE Ankaragücü        |
| Denizlispor       | 0:1                   | Galatasaray Istanbul  |
| Kayserispor       | 2:0                   | Bursaspor             |
| Kocaelispor       | 5:0                   | Yeşilovaspor          |
| Samsunspor        | 3:1 n. V.             | Kardemir Karabükspor  |
| Sarıyer GK        | 1:1 n. V. (4:2 i. E.) | Gençlerbirliği Ankara |
| Trabzonspor       | 4:0                   | Nevşehir Spor Gençlik |

## Viertelfinale
Das Viertelfinale fand am 30. Januar 1994 statt.
|                   | Ergebnis |                      |
| ----------------- | -------- | -------------------- |
| Kayserispor       | 2:3      | Galatasaray Istanbul |
| Kocaelispor       | 4:3      | Samsunspor           |
| Trabzonspor       | 7:0      | Sarıyer GK           |
| Beşiktaş Istanbul | 2:1      | Fenerbahçe Istanbul  |

## Halbfinale
- Hinspiele: 9. Februar 1994
- Rückspiele: 9. März 1994

|                   | Gesamt |                      | Hinspiel | Rückspiel |
| ----------------- | ------ | -------------------- | -------- | --------- |
| Kocaelispor       | 2:3    | Galatasaray Istanbul | 2:1      | 0:2       |
| Beşiktaş Istanbul | 4:2    | Trabzonspor          | 3:1      | 1:1       |

## Finale

### Hinspiel
| Paarung              | Galatasaray Istanbul – Beşiktaş Istanbul |
| Ergebnis             | 0:0 |
| Datum                | 6. April 1994 um 18:00 Uhr |
| Stadion              | Ali-Sami-Yen-Stadion, Istanbul |
| Schiedsrichter       | Bülent Yavuz |
| Tore                 | keine |
| Galatasaray Istanbul | Hayrettin Demirbaş – Reinhard Stumpf (35. Cihat Arslan), Bülent Korkmaz, Hamza Hamzaoğlu – Suat Kaya, Tugay Kerimoğlu, Falko Götz, Uğur Tütüneker – Roger Ljung, Hakan Şükür (46. Yusuf Tepekule), Arif Erdem Cheftrainer: Reiner Hollmann ( Deutschland) |
| Beşiktaş Istanbul    | Zafer Öğer – Mutlu Topçu, Ali Günçar, Alpay Özalan, Gökhan Keskin – Fani Madida, Sergen Yalçın (81. Oktay Derelioğlu), Rıza Çalımbay, Metin Uzun – Osvaldo Nartallo (68. Metin Tekin), Feyyaz Uçar Cheftrainer: Christoph Daum ( Deutschland)             |
| Platzverweise        | keine – Alpay Özalaen (54.) |

### Rückspiel
| Paarung              | Beşiktaş Istanbul – Galatasaray Istanbul |
| Ergebnis             | 3:2 (2:1) |
| Datum                | 4. Mai 1994 um 17:30 Uhr |
| Stadion              | Inönü-Stadion, Istanbul |
| Schiedsrichter       | Ahmet Çakar (Çankırı) |
| Tore                 | 0:1 Hakan Şükür (11.) 1:1 Fani Madida (15.) 2:1 Metin Tekin (22.) 2:2 Bülent Korkmaz (78.) 3:2 Sergen Yalçın (83.) |
| Beşiktaş Istanbul    | Zafer Öğer – Mutlu Topçu, Ali Günçar, Gökhan Keskin, Recep Çetin – Fani Madida (72. Alpay Özalan), Rıza Çalımbay, Metin Tekin (85. Sergen Yalçın) – Osvaldo Darío Nartallo, Feyyaz Uçar, Mehmet Özdilek Cheftrainer: Christoph Daum ( Deutschland)                  |
| Galatasaray Istanbul | Hayrettin Demirbaş – Reinhard Stumpf, Bülent Korkmaz, Mert Korkmaz, Soner Tolungüç (46. Benhur Babaoğlu) – Hamza Hamzaoğlu, Tugay Kerimoğlu, Uğur Tütüneker – Roger Ljung, Hakan Şükür (46. Yusuf Altıntaş), Arif Erdem Cheftrainer: Reiner Hollmann ( Deutschland) |
| Gelbe Karten         | Mehmet Özdilek, Osvaldo Darío Nartallo – Yusuf Altıntaş |

## Beste Torschützen
| Rang | Spieler                | Verein      | Tore |
| ---- | ---------------------- | ----------- | ---- |
| 1    | Schota Arweladse       | Trabzonspor | 4    |
| 1    | Serhan Hacıhüseyinoğlu | Silifkespor | 4    |
| 1    | Muammer Nurlu          | Konyaspor   | 4    |
| 1    | Saffet Sancaklı        | Kocaelispor | 4    |
| 1    | Bayram Ünlü            | Gebzespor   | 4    |
| 6    | Artschil Arweladse     | Trabzonspor | 3    |
| 6    | Murat Erensoy          | Gebzespor   | 3    |
| 6    | Adnan Buber            | Konyaspor   | 3    |
| 6    | Recep Yurtsever        | Torbalıspor | 3    |